# 于苏贤
于苏贤（1931年7月—2020年11月9日），女，山东海阳人，生于哈尔滨，中国作曲家、音乐理论家。中央音乐学院教授。

## 生平
1931年7月出生于哈尔滨市。1937年七七事变后，迁回老家山东省海阳县郭城镇。1948年在山东省文联人民文工团工作。1950年进入华东大学艺术系学习（1952年并入华东艺术专科学校），1953年毕业后留校任教。1955年又考入中央音乐学院作曲系本科，师从刘烈武、段平泰、许勇三、陈培勋、盛礼宏、王震亚、苏夏等先生。1960年毕业留校，主要从事复调等作曲技术理论研究和教学工作，曾任作曲系复调教研室主任。主要作曲作品有《青春之歌》、舞剧《剑舞》、管弦乐《大地序曲》等。1992年开始享受国务院政府特殊津贴。
2020年11月9日上午10时15分在北京逝世。

## 出版物
- 于苏贤. . 北京: 人民音乐出版社. 2013. ISBN 978-7-103-04370-7.
- 于苏贤. . 北京: 人民音乐出版社. 2006. ISBN 7-103-03142-8.
- 于苏贤. . 北京: 人民音乐出版社. 2001. ISBN 7-103-02128-7.
- 于苏贤. . 上海: 上海音乐出版社. 2001. ISBN 7-80553-949-9.
- 于苏贤. . 北京: 人民音乐出版社. 1993. ISBN 7-103-01114-1.